# Rio Burda
O Rio Burda é um rio da Romênia, afluente do Rio Sulţa, localizado no distrito de Bacău.